# Xã Jackson, Quận Butler, Iowa
Xã Jackson (tiếng Anh: Jackson Township) là một xã thuộc quận Butler, tiểu bang Iowa, Hoa Kỳ. Năm 2010, dân số của xã này là 657 người.